# Medienimpulse
|  | Dieser Artikel wurde aufgrund von inhaltlichen Mängeln auf der Qualitätssicherungsseite des Portals Medienwissenschaft eingetragen. Dies geschieht, um die Qualität der Artikel aus den Themengebieten Journalismus, Medien- und Kommunikationswissenschaften auf ein akzeptables Niveau zu bringen. Hilf mit, den Artikel zu verbessern, und beteilige dich an der Diskussion! |

Medienimpulse (lange Schreibweise: Medienimpulse – Beiträge zur Medienpädagogik) ist eine österreichische wissenschaftliche Fachzeitschrift zum Thema Medienpädagogik.
Die vom Bundesministerium für Unterricht, Kunst und Kultur geförderte Zeitschrift erscheint seit 1992 vierteljährlich, seit 2009 als Onlinemagazin. In unregelmäßigen Abständen werden Sammelbände mit ausgewählten Artikeln in gedruckter Form herausgegeben.
Schwerpunkt des Magazins ist die Frage, wie (neue) Medien in die konkrete Unterrichtspraxis eingreifen und wie dieser Zusammenhang wissenschaftlich reflektiert wird. Jede Ausgabe behandelt dabei ein eigenes Schwerpunktthema. Von 2004 bis 2008 wurden mehrere Spezialausgaben zum Thema Volksschulpädagogik aufgelegt.

## Publikationen (Auswahl)
- MEDIENIMPULSE 2009–2011, Hrsg. von Alessandro Barberi, Christian Berger, Jennifer Berger, Susanne Krucsay, Herbert Rosenstingl und Christian Swertz, New Academic Press Verlag, Wien, 2012, ISBN 978-3-7003-1799-9
- MEDIENIMPULSE 2012–2013. Wien: new academic press, 2014, ISBN 978-3-7003-1902-3.
- MEDIENIMPULSE 2014–2015. Wien: new academic press, 2016, ISBN 978-3-7003-1959-7.
- MEDIENIMPULSE 2016-2017. Wien: new academic press, 2019, ISBN 978-3-7003-2101-9.